# レオ・レス
レオ・レス（Leo Ress、1951年1月16日 - ）は、ドイツの自動車技術者である。スイスのレーシングチームであるザウバーの開発責任者を長く務めたことで知られる。

## 経歴
アーヘン工科大学で学んだ後、1979年にダイムラー・ベンツに入社し、エンジニアとして働き始めた。

### グループCカー
1980年に発表されたグループC規格は、当時サーキットにおけるレース活動を行っていなかったダイムラー・ベンツ社のエンジニアの間でも大きな話題となり、レスは同社の空力専門家であるルディガー・フォールら有志とともに、業務外の趣味の活動として、グループCカーの設計図を完成させた。1981年初めに完成したこの設計図はやがて、グループC車両の開発を計画していたザウバーとレスらを結びつけることになり、レスらは同年夏からザウバーへの協力を始めた。
レスはザウバー初のグループCカーであるSHS C6（1982年）の開発を助けた後、1983年用のC7では設計の中心的な役割を担った。
レスはフォールらと同様、ザウバーの仕事はあくまで余暇を利用した手伝いの範疇で行っており、ダイムラー・ベンツに所属し続けていたが、1983年にBMWに移った。この時期のザウバーの車両はル・マン24時間レースでも結果は出なかったが、フォールやダイムラー・ベンツ取締役のヴェルナー・ブライトシュベルトの尽力もあって、1985年からはザウバーはメルセデス・ベンツエンジンを非公式に搭載することになった。

#### ザウバー・メルセデス

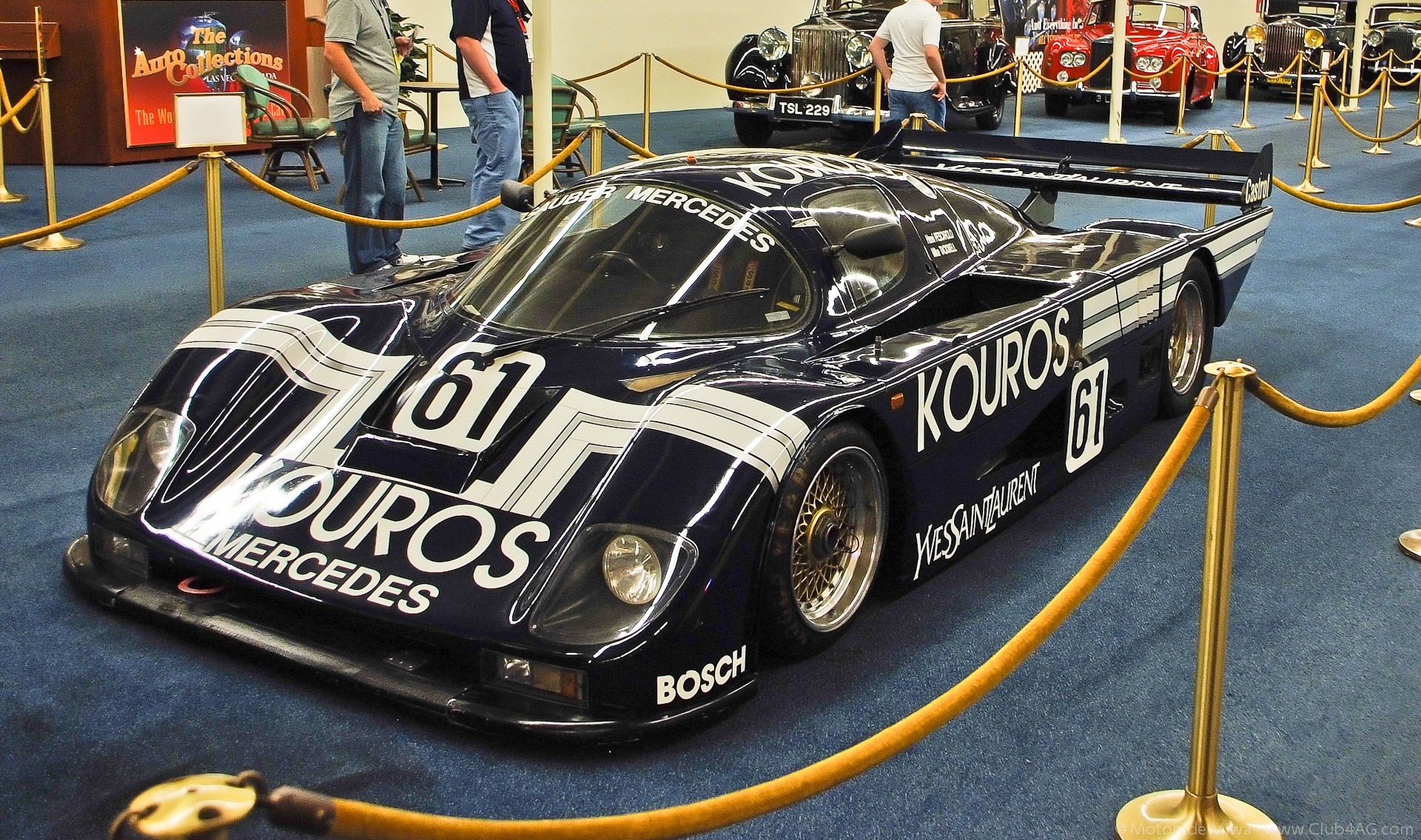
ザウバー・C8 (1986年)

メルセデス・ベンツエンジンを搭載するため、レスはC7を手直しする形で1985年用車両としてザウバー・C8を開発した。同時に、フルタイムのデザイナーを必要としたペーター・ザウバーから誘われ、1985年にはBMWからザウバーに移り、正式にチームの一員となった。
完成したC8はトラブルに悩まされ、1985年のル・マン24時間レースでは練習走行で宙を舞う事故を起こし、チームは棄権を余儀なくされた。翌年は改良を施したC8で世界スポーツプロトタイプカー選手権に臨んだ。初期トラブルこそ解消されたものの、ポルシェ・962Cや先進的なジャガー・XJR-6などのライバルと比べて性能面で大きく劣っており、その差は容易には縮められそうになかった。
そんな中、同年8月のニュルブルクリンク1000kmでは、雨のレースで他チームが棄権したことと、C8を駆るマイク・サックウェルの力走もあってザウバー・メルセデスは初勝利を手にした。これはメルセデス・ベンツとしてはサーキットレースの世界選手権では1955年以来、31年ぶりとなる重要な勝利となった。
1987年 - 1988年
翌1987年に投入したザウバー・C9はトラブルは多かったものの、速さの点では他チームと上位を争うことも可能となった。それまでザウバーへのエンジン供給はダイムラー・ベンツとしては非公式なものだったが、上位争いを始めたザウバーの活躍は徐々にダイムラー・ベンツ中枢の関心を引き付けるようになっていった。そうして、1988年1月に同社取締役会はモータースポーツへの復帰を決定し、ザウバーへの関与も同年からは正式なものとした。
ダイムラー・ベンツは資金や人員面のバックアップを充実させた一方で、レスを中心とした開発体制そのものには干渉せず、レスはそれまで資金面で断念していた改良をC9に施すことも可能となった。この変化はレース戦績にも大きな改善をもたらし、1988年の世界スポーツプロトタイプカー選手権では、ザウバー・メルセデスチームは全11戦中5勝を挙げ、僅差でジャガーに敗れたものの、タイトル獲得まであと一歩のところまで迫った。
1989年・タイトル獲得とル・マン24時間レース優勝

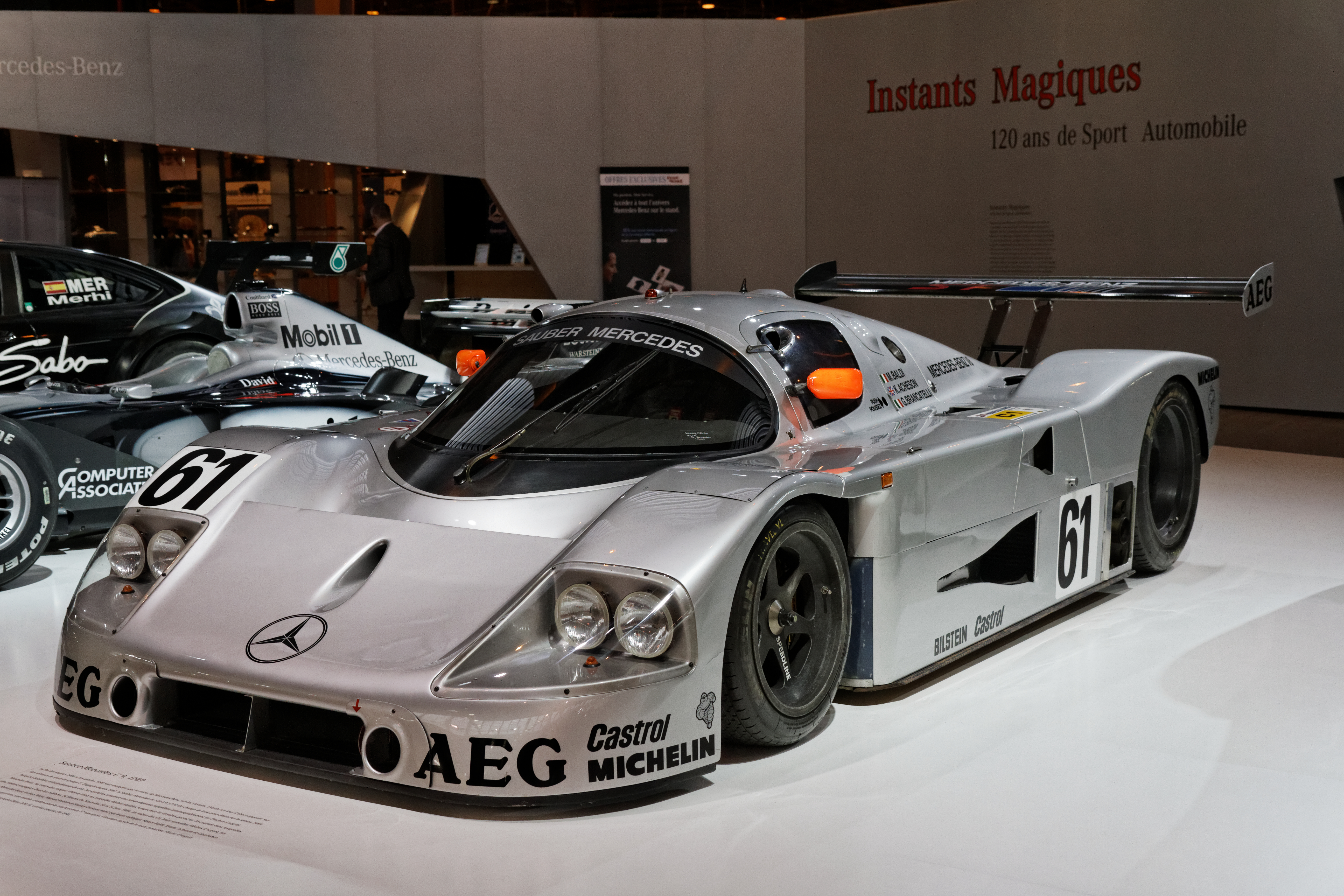
ザウバー・C9（1989年型・ル・マン仕様）

1989年、チームは銀色に塗装されたC9で同年の選手権に挑み、全8戦中7勝する圧勝で、初の選手権タイトルを獲得した。この年に変更されたのは塗装だけではなく、エンジンもC8以来使っていたM117HLから、より強力なM119HLに換装し、これは1989年型C9の強力な武器となった。
レスは選手権のレース距離500km弱の短距離レースで優位性があることは前年に自信を持っていたため、この年はル・マン用のローダウンフォース仕様の開発に重点的に取り組んだ。それもあってC9はこの年のル・マン24時間レースも席巻し、1-2フィニッシュで制覇した。
1990年・タイトル連覇
翌1990年、レスは、C9以前で予算の制約から断念していたカーボンモノコックなどの新機軸を取り入れ、完全な新型車であるメルセデス・ベンツ・C11を完成させた。同車は完全なワークス体制下で開発された車両で、空力面などについてダイムラー・ベンツからの知見や協力を得て開発された。C11を擁したザウバー・メルセデスは前年に遜色のない圧勝劇を繰り返し、この年の全9戦中8勝を収め、5回の1-2フィニッシュを遂げた、
1991年・撤退
レスは1991年に向けてメルセデス・ベンツ・C291を開発したが、バンク角180度のV型12気筒のM291エンジンを採用したことで多くのトラブルに悩まされることとなり、チームは低迷した。
レスは雪辱を期してC292の開発を進めたが、ダイムラー・ベンツの経営上の事情により、1991年をもってメルセデス・ベンツはスポーツカーレースから撤退した。

### F1

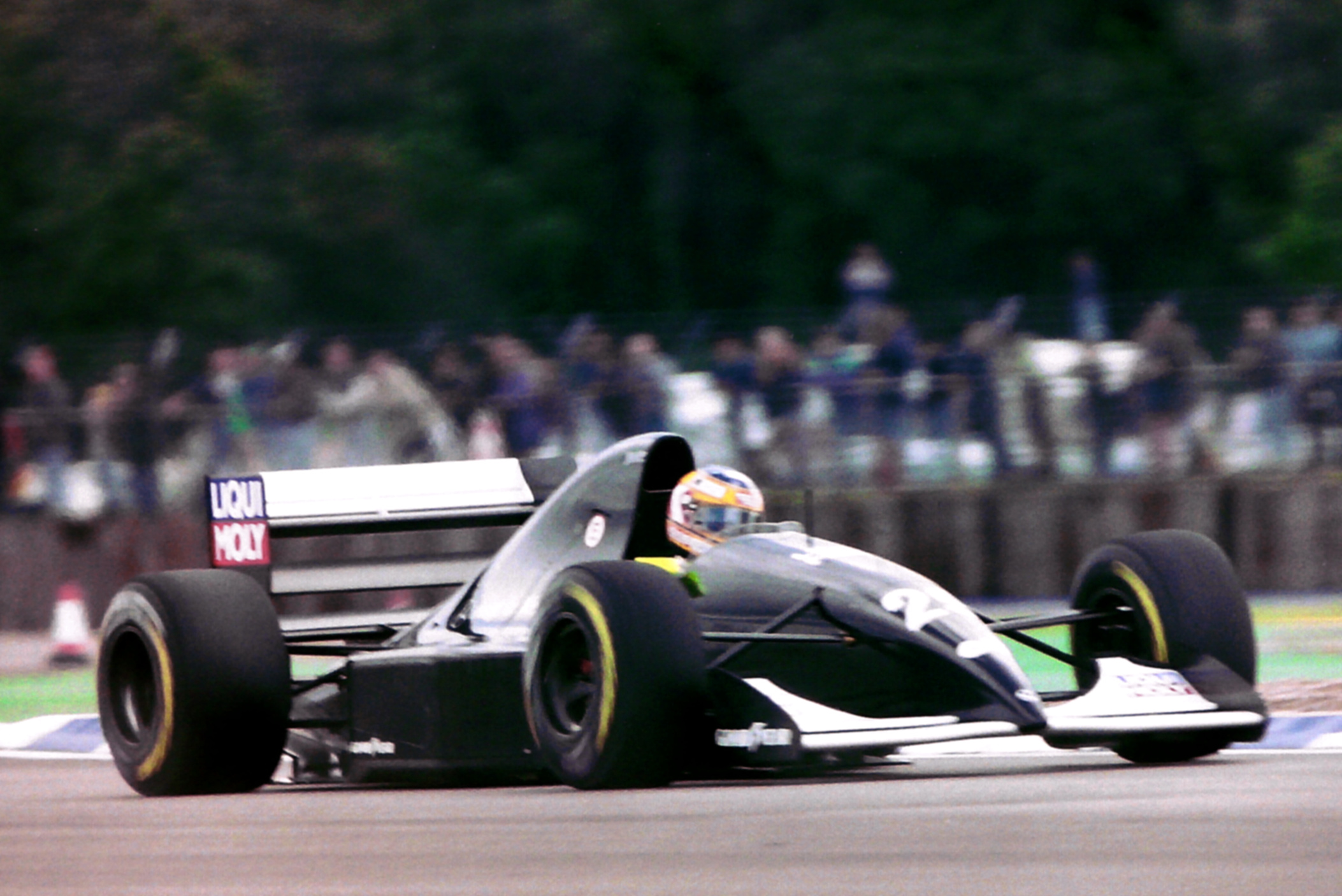
ザウバー・C12（1993年）

1991年当時、メルセデス・ベンツはザウバーと共にスポーツカー世界選手権を戦うのと並行して、フルワークスチームによるF1参戦に向けた計画を進めていた。そのために、ザウバーにはハーベイ・ポスルスウェイト、マイク・ガスコインといった現役のF1デザイナーたちが合流し、レスはテクニカルディレクターとなったポスルスウェイトの下でその計画に参画した。
1991年末でメルセデス・ベンツがF1参戦を断念したため、ポスルスウェイトらは去ったが、レスはポスルスウェイトが残した設計を基にF1車両の開発を進めた。
ザウバーは単独でのF1参戦にこぎつけ、レスが設計したザウバー・C12は1993年のF1世界選手権を戦った。当時はアクティブサスペンションなどのハイテク装備が全盛だったが、レスは同車にトラクションコントロールやセミオートマチックトランスミッションこそ搭載したものの、アクティブサスペンションまでは採用せず、シンプルな車両として仕上げた。
F1参戦にあたって、技術面の主任であるテクニカルディレクターの地位はスティーブ・ニコルズ（1992年末に離脱）、次いで、アンドレ・デ・コルタンツ（1993年から1995年まで）が占めたが、この間、レスはチーフデザイナーとして設計の中心的な役割を担った。デ・コルタンツの離脱後、レスは同チームのテクニカルディレクターに就任した。

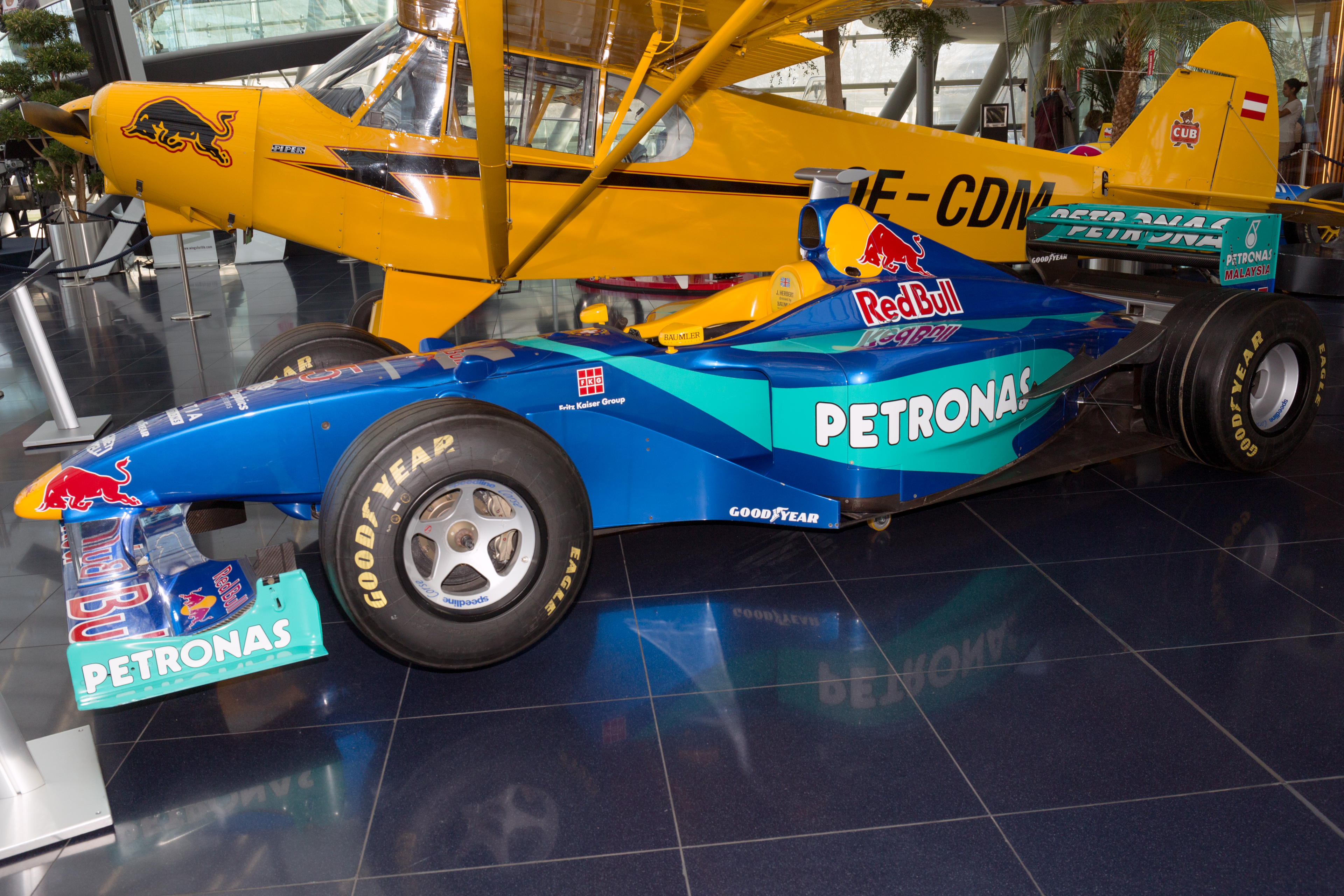
ザウバー・C17（1998年）

1990年代後半のザウバーはペトロナス、レッドブルといった安定したスポンサーを抱え、資金面では潤沢とまでは言えないまでも、中堅チームとしては経営面は比較的安定していた。しかしながら、エンジニアの出入りは激しく、エンジニアリング面ではかなり保守的でオーソドックスな方針を毎年採り続け、「中位の下」のポジションから抜け出せないシーズンを数年に渡って送った。
レスは2000年にテクニカルディレクターの地位をウィリー・ランプに譲った。同年のブラジルグランプリでは、ウィングに安全上の問題が見つかったことでザウバーは決勝への参加を棄権せざるを得なくなり、これによりレスとペーター・ザウバーとの関係は悪化したと言われている。
レスはその後も研究開発部門の責任者としてチームにとどまったが、2002年末にチームを去った。

### その後
2003年1月にホンダ・レーシング・ディベロップメント（HRD）にコンサルタントとして加わり、B・A・R、次いでホンダF1の車両開発に関わった。
2008年限りでホンダがF1から撤退したため、その後は引退するまでの間、パワートレインのエンジニアリング会社大手であるAVLで働いた。

## 人物
1990年代後半にザウバーで同僚だった後藤治はレスを「クルマ作りの思想が明確な人」だったと評している。
マシンを設計する際には保守的であり、「私はザウバーのような規模のチームにとって、先進的なアイディアの積極導入をあまり重要だと考えてはいない。それによって得るアドバンテージよりもトラブルを抱え込むことになる可能性が大きいというのが私の持論なんだ。莫大な資金を持つチームならまた違うだろうけどもね。」と述べている。また、トータルパッケージの中でタイヤの役割の大きさを重視しており、「設計ビジョンの中ではタイヤの能力を引き出すことは優先順位が高い。タイヤはパフォーマンス全体の50%の役割を占めている。ラップタイムを1秒速くしたければ、タイヤのグリップを5%高めてあげれば達成できるはずだ。これをエンジンで1秒速くしようとしたらパワーを20%増やさなければならないし、空力で1秒稼ぎたければエアロダイナミクスの効率を10%高めなければならない。エンジンと空力でこの数値を達成するのは不可能だろう。でもタイヤの数値なら技術的に可能だ。ただしドライバーの体が耐えられなくなるだろう。それくらいタイヤはマシン性能の決め手だと思うよ。」と自身の哲学を語っている。
1999年末にザウバーに加入してチーフデザイナーとしてレスの下についたセルジオ・リンランドとは関係に問題があったのではないかという見解もあるが、リンランド本人はレスとは考え方に共通点も多く、とても良い仕事仲間だったと述べており、当初テクニカルディレクターだったレスが開発の中心から外されたこと（2000年春）は、リンランドが2001年初めという早期にザウバーを離脱した理由のひとつになったと語っている。レス自身はエンジニアとして働くのが好きで、管理職としての仕事には魅力を感じなかったと述べている。